# Зорі типу SU Великої Ведмедиці
Змінні зорі типу SU Великої Ведмедиці (UGSU) — один з трьох підкласів карликових нових, названий за прототипом — SU Великої Ведмедиці. На відміну від звичайних карликових нових, цей підклас характеризується наявністю двох типів спалахів — нормальних та надмаксимумів. Нормальні, короткі спалахи схожі на спалахи зір типу UGSS. Надмаксимуми яскравіші в середньому на 2m, більш ніж уп'ятеро триваліші й відбуваються щонайменше втричі рідше за нормальні. Під час надмаксимумів на кривій блиску спостерігаються періодичні коливання (надгорби — superhumps), що накладаються на криву блиску, з періодом, близьким до орбітального, та амплітудою близькою до 0,2m — 0,3m. Надгорби унікальні тим, що період коливань від 2 до 3 % більший, ніж період обертання системи, тому спостерігаючи надгорби, можна дізнатися орбітальний період. Орбітальні періоди менші 0,1 дня (менше двох годин), спектральний клас супутників — dM.

## Модель нестійкості
Модель теплової нестійкості акреційного диску вдало пояснює більшість явищ, що спостерігаються у карликових нових, за винятком надспалахів у зір підтипу UGSU. Їх феномен пояснюється висунутою в 1980-х роках моделлю припливної нестійкості. Для настання такого типу нестійкості необхідно, аби маса холодної зорі системи не перевищувала однієї чверті маси білого карлика. Звичайні спалахи зір типу UGSU недостатньо ефективно виносять з диску речовину, що стікає туди з другої компоненти системи, в результаті чого зростають маса, радіус та момент кількості руху диску. Коли настають умови припливної нестійкості, спочатку нестабільність «запускає» звичайний спалах, при цьому радіус диску стрибкоподібно збільшується, і «вмикається» резонанс 3:1 між періодом обертання пробної частинки в диску та періодом обертання вторинного компонента подвійної системи. Під впливом припливних сил диск набуває витягнутої форми (ексцентричний диск). Він повільно прецесує в орбітальній системі відліку, причому напрямок прецесії, зазвичай, збігається з напрямком орбітального руху в системі. Кожного разу, коли вторинна компонента в своєму орбітальному русі проходить поблизу найвіддаленішої від білого карлика частини ексцентричного диску, дія припливних сил дещо збільшується, що призводить до невеликого збільшення темпу акреції (уяскравлення). Таким чином утворюються надгорби. Їх період визначається співвідношенням
{\displaystyle 1/P_{sh}=1/P_{orb}-1/P_{prec}}
де {\displaystyle P_{sh}} — період надгорбів,  {\displaystyle P_{orb}} — орбітальний період, {\displaystyle P_{prec}}  — період прецесії.
Під час надспалахів речовина диску інтенсивно падає на білий карлик, масса диску зменшується. Після завершення надспалаху диск знову стає холодним і круговим. Припускається, що під час звичайного спалаху на білий карлик випадає менше речовини, ніж надходить у диск між спалахами, тому маса й розміри диску від спалаху до спалаху поступово збільшуються. Врешті-решт, настають умови припливної нестабільності та відбувається надспалах, під час якого речовина ефективно випадає з диску на білий карлик, та диск стає порівняно малим та маломасивним. Починається накопичення речовини для нового надспалаху.
Поза Загальним каталогом змінних зір з підтипу UGSU виділяють два характерні підтипи. Зорі типу ER Великої Ведмедиці (ER UMa) демонструють часті надспалахи (з інтервалами від 19 діб до 1,5 місяця), амплітуди спалахів цих зір не перевищують 3m. Зорі типу WZ Стріли (WZ Sge) не демонструють звичайних спалахів, у них раз на декілька років спостерігаються лише надспалахи амплідудою до 6m−8m та тривалістю до місяця.

## Особливості зір типу WZ Стріли
Зорі типу WZ Стріли мають період у декілька років або навіть десятиріч. Фактором, що визначає такий термін, як припускають дослідники, є швидкість перетікання речовини. Оскільки ці зорі дуже малої маси, то швидкість перетікання може бути лише порядку 1012 кг/с. Враховуючи повільні темпи обміну масою, потрібні десятиріччя, аби накопичити достатньо речовини для надспалаху. Основна загадка цих зір, чому впродовж цього інтервалу часу у них практично не спостерігаються нормальні спалахи. Навіть при низькій швидкості обміну мас, речовина має накопичуватися, при цьому вона буде дрейфувати у внутрішній диск, і провокувати вибух. Одне з припущень, чому цього не відбувається, полягає в тому, що в'язкість диску є дуже низькою, відповідно речовина залишається в зовнішньому диску, де може накопичуватися до спалаху значно довше. Проблема в тому, щоб пояснити такий низький рівень в'язкості. Інше можливе пояснення полягає в існуванні механізмів, що протидіють потраплянню речовини у внутрішній диск. Найімовірніший механізм — це взаємодія речовини та магнітного поля білого карлика.